# ADSL2+

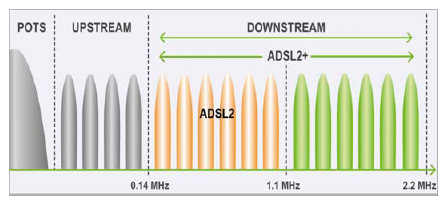
Frequências ADSL2+

ADSL2+ é um formato de DSL (Digital Subscriber Line), uma tecnologia de comunicação de dados que permite uma transmissão de dados muito mais rápida através de linhas de telefone do que a convencional ADSL.
Foi concebido em 2005 pelo ITU-T International Telecommunication Union, através do padrão G.992.5, em substituição do padrão G.992.4 (ADSL2).
Esse padrão expande a capacidade do ADSL básico, em que a transfêrencia de dados pode chegar a velocidade de 24 Megabit por segundo em downstream, e de 1 Megabit por segundo de upstream .
A ADSL2+ atua em uma frequência de 2 MHz (contra o 1 MHz do ADSL atual) em linhas telefônicas.
Tais velocidades dependem de fatores como a distância entre o DSLAM (Multiplexador de Acesso a Linha Digital do Assinante) para o ponto de acesso do cliente, características e qualidade dos equipamentos, instalações e fiações da linha telefônica.
Para tanto, a infra-estrutura telefônica tem de evoluir junto, porque a ADSL ainda usa as fiações de cobre antigas, algumas até centenárias, que estão nos subterrâneos ou postes das cidades.

## No Brasil
Atualmente a Vivo, a Oi e a Algar Telecom ofertam banda larga com a tecnologia ADSL2+.

## Em Portugal
As operadoras MEO e Vodafone oferecem este tipo de banda larga em Portugal.